# Piotr Zieliński (wielrenner)
Pjotr Zielinski (4 mei 1984) is een Pools voormalig professioneel wielrenner. Hij reed voor Bretagne en CCC-Polsat-Polkowice en is de broer van professioneel wielrenner Kamil Zieliński.

## Belangrijkste overwinningen
2006
- Giro della Valsesia

2007
- 2e etappe Vierdaagse van Duinkerke

2008
- 1e etappe Boucles de la Mayenne
- 2e etappe Mi-Août Bretonne
- Eindklassement Mi-Août Bretonne

## Resultaten in voornaamste wedstrijden
| Jaar |  | WK op de weg |
| ---- |  | ------------ |
| 2007 |  | opgave       |

Cantero · Dalibard · Delpech · Duret · Guilbert · Le Lay · Lelarge · Naibo · Petilleau · Pivois · Plouhinec · Poilvet · Thébault · Zieliński
Bonsergent · Dalibard · Delpech · Duret · Guilbert · Hervé · Le Lay · Lelarge · Petilleau · Pivois · Poilvet · Zieliński
Bonsergent · Dalibard · Delpech · Duret · Gautier · Guilbert · Le Floch · Le Lay · Lelarge · Petilleau · Pivois · Zieliński
Bonsergent · Dalibard · Delpech · Duret · Gautier · Le Floch · Le Lay (tot 29/07) · Lebreton · Lelarge · Pivois · Poilvet · Rault · Zieliński · Jouanno (stagiair) · Malacarne (stagiair)